# Les Bois d’Anjou
Les Bois d’Anjou ist eine französische Gemeinde mit 2.531 Einwohnern (Stand: 1. Januar 2022) im Département Maine-et-Loire in der Region Pays de la Loire. Sie gehört zum Arrondissement Saumur (bis 2017: Arrondissement Angers) und zum Kanton Beaufort-en-Anjou. 
Les Bois d’Anjou wurde zum 1. Januar 2016 als commune nouvelle aus den Gemeinden Brion, Fontaine-Guérin und Saint-Georges-du-Bois gebildet. Der Verwaltungssitz befand sich zunächst in Fontaine-Guérin.

## Geographie
Les Bois d’Anjou liegt etwa 24 Kilometer östlich vom Stadtzentrum von Angers in der Baugeois. Umgeben wird Les Bois d’Anjou von den Nachbargemeinden Sermaise im Norden und Nordwesten, Baugé-en-Anjou im Norden und Nordosten, La Lande-Chasles im Osten, Longué-Jumelles im Süden und Osten, Beaufort-en-Anjou im Süden und Südwesten sowie Mazé-Milon im Westen.

## Gliederung
| Ortsteil                          | ehemaliger INSEE-Code | Fläche (km²) | Einwohnerzahl (2022) |
| --------------------------------- | --------------------- | ------------ | -------------------- |
| Brion                             | 49049                 | 28,29        | 1.156                |
| Fontaine-Guérin (Verwaltungssitz) | 49138                 | 22,51        | .0930                |
| Saint-Georges-du-Bois             | 49280                 | 09,42        | .0445                |

## Sehenswürdigkeiten
Siehe auch: Liste der Monuments historiques in Les Bois d’Anjou

### Brion
- Kirche Saint-Gervais-et-Saint-Protais
- Schloss Chavigné
- Haus La Cuche
- Haus La Rosellière

### Fontaine-Guérin
- Dolmen
- Kirche Saint-Martin-de-Vertou aus dem 11./12. Jahrhundert
- Schloss La Tour du Pin, Monument historique seit 1926
- Herrenhaus von Chape, seit 1970 Monument historique

### Saint-Georges-du-Bois
- Kirche Saint-Georges aus dem 12./13. Jahrhundert, Monument historique seit 1963
- Schloss Laveau aus dem 17. Jahrhundert, seit 1984 Monument historique

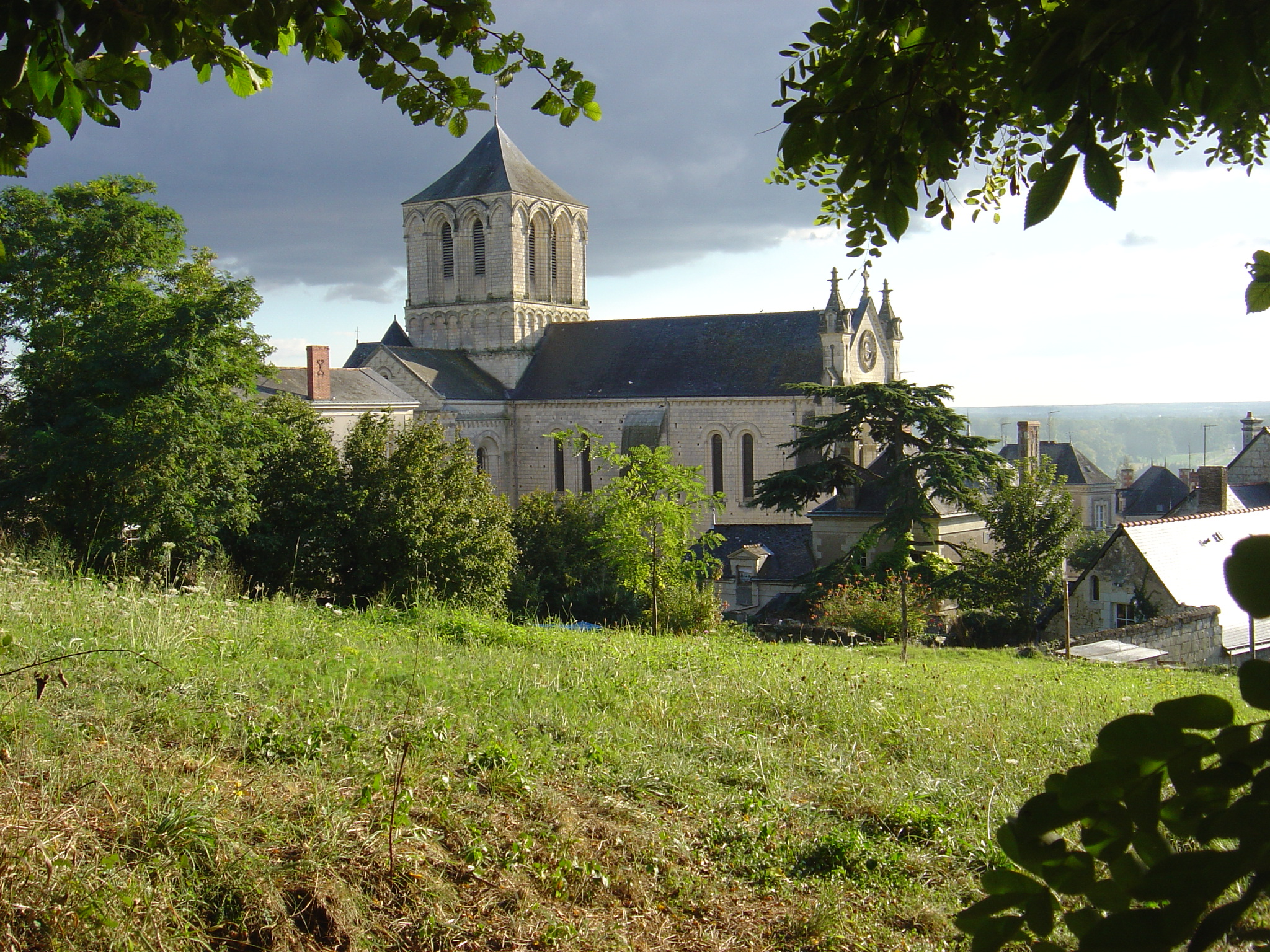
Kirche Saint-Gervais-et-Saint-Protais in Brion
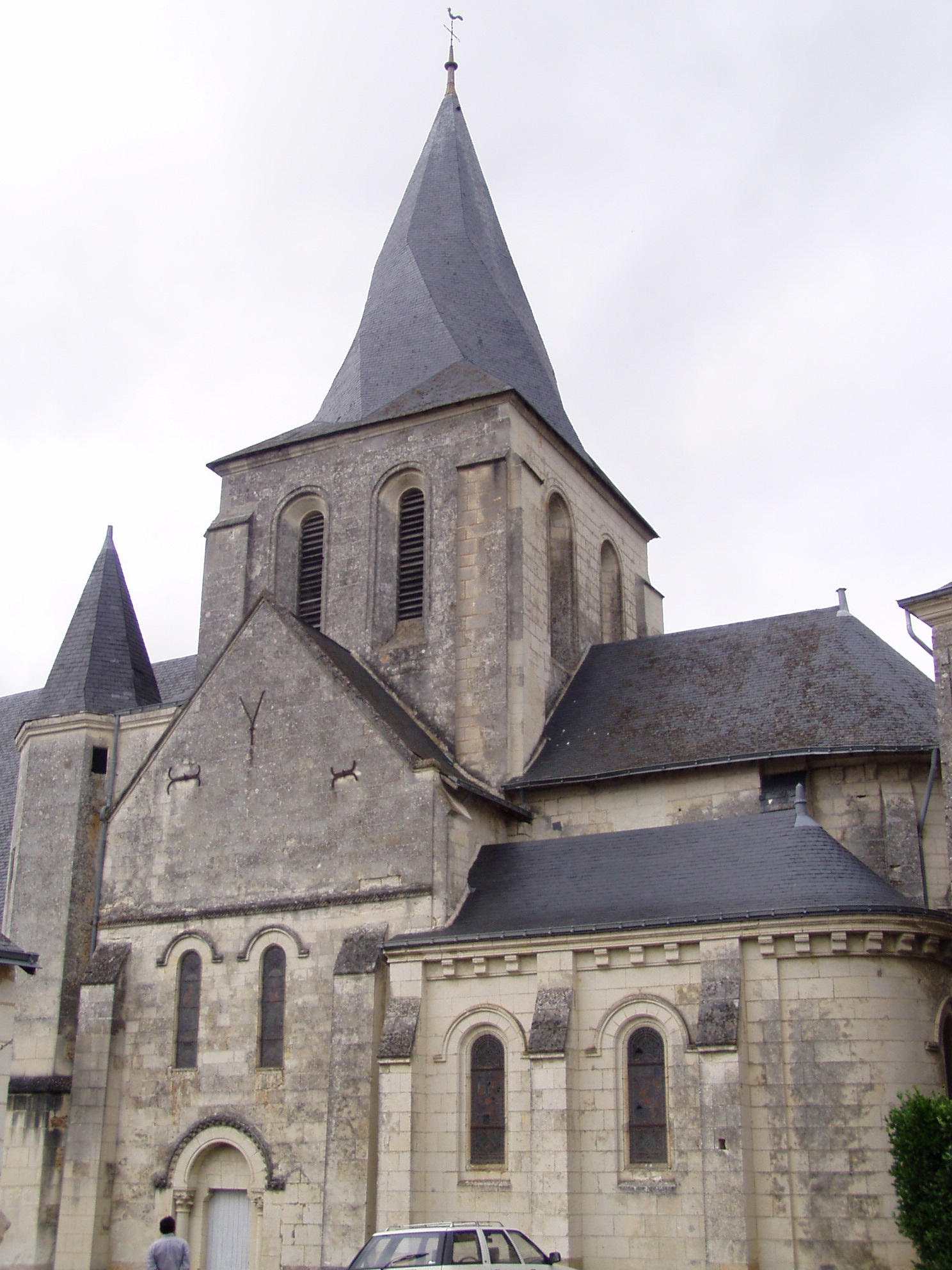
Kirche Saint-Martin-de-Vertou in Fontaine-Guérin